# Jacqueline Lacasa
Jacqueline Lacasa (Montevideo, 16 de julio de 1970) es una artista visual uruguaya. Es gestora cultural, docente e investigadora de arte contemporáneo.

## Biografía
Jacqueline Helena Lacasa Igune comenzó sus estudios en la Licenciatura en Psicología en la Faculatd de Psicología de la Universidad de la República. 
Fue miembro y docente de la Fundación de Arte Contemporáneo en Montevideo, Uruguay  entre los años 2000 y 2010.
En el año 2007 fue nombrada directora del Museo Nacional de Artes Visuales cargo que ejerció hasta 2009, siendo la primera mujer en ocupar ese cargo.
Es miembro de la Asociación Internacional de Críticos de Arte.
Realizó un Postgrado en Gestión Cultural y Patrimonio en Fundación Ortega y Gasset en Buenos Aires, Argentina.
Ha realizado diversos proyectos curatoriales y colaborado en publicaciones de arte contemporáneo.
En 2015 presentó su libro Influencia - Arte contemporáneo en el Uruguay del siglo XXI.

## Obras
- 2013, La chica del Plata
- 2009-2010, Proyecto La Uruguaya, serie fotográfica.
- 2006-2009, Proyecto Museo Líquido
- 1999-2010, La hija natural de Torres García, publicación.

## Exposiciones
- 2005, Bienal del Mercosur
- 2006, Bienal de La Habana
- 2011, Bienal de Curitiba
- 2014, Después de la peste, Museo Nacional de Artes Visuales Sala 2.[3]

## Premios
- Premio de la Fundación Fontanal Cisneros por su proyecto Tríptico de Alejandría, 2006.[4]
- 59 Premio Nacional de Artes Visuales Margaret Whyte, 2020